# Michael Van Staeyen
Michael Van Staeyen (Gand, 13 agosto 1988) è un ex ciclista su strada belga, attivo in formazioni UCI dal 2007 al 2022. Ha vinto il Memorial Rik Van Steenbergen 2010 e una tappa all'Étoile de Bessèges 2013.

## Palmarès
- 2006 (Juniores)

1ª tappa Sparkassen Münsterland Tour (Ahlen > Ahlen)
- 2009 (Rabobank Continental, due vittorie)

3ª tappa Istrian Spring Trophy (Orsera > Umago)
3ª tappa Vuelta Ciclista a León (Valderas > Benavides de Orbigo)
- 2010 (Topsport Vlaanderen, due vittorie)

2ª tappa Post Danmark Rundt (Vildbjerg > Randers)
Memorial Rik Van Steenbergen
- 2013 (Topsport Vlaanderen, una vittoria)

1ª tappa Étoile de Bessèges (Bellegarde > Beaucaire)
- 2014 (Topsport Vlaanderen, una vittoria)

De Kustpijl

## Piazzamenti

### Classiche monumento
- Giro delle Fiandre

2015: ritirato
2017: ritirato
2018: ritirato
- Parigi-Roubaix

2015: 108º
2016: ritirato
2019: ritirato

### Competizioni europee
- Campionati europei

Valkenburg 2006 - In linea Under-23: ritirato